# Glacial Drumlin State Trail

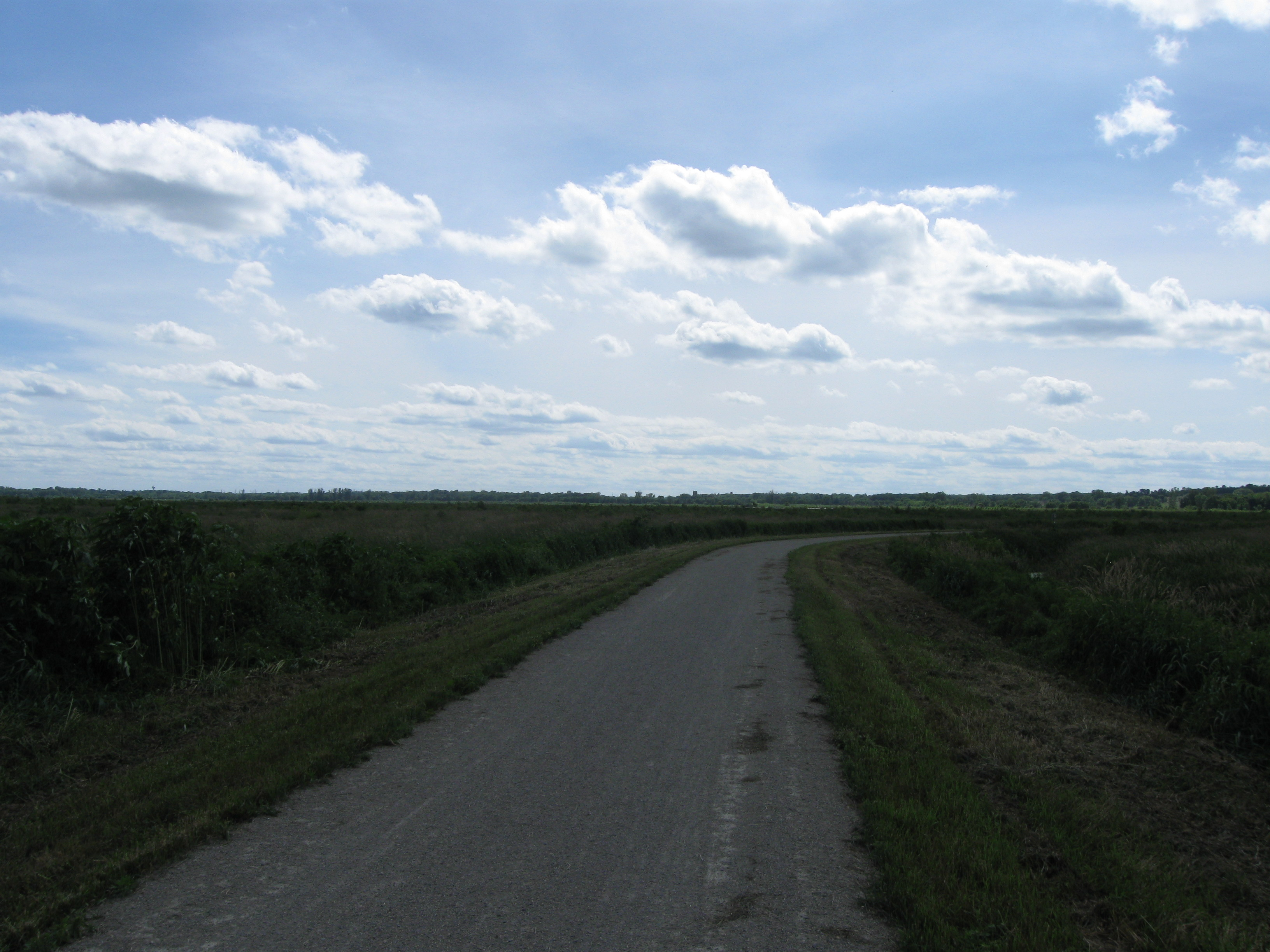
Blick auf den Glacial Drumlin State Trail

Der Glacial Drumlin State Trail im US-Bundesstaat Wisconsin ist eine sogenannte Viá Verde, ein Rad- oder Wanderweg auf einer stillgelegten Bahnstrecke,  und wurde 1986 eingeweiht. Er erstreckt sich über 68,7 Kilometer von Cottage Grove im Dane County bis nach Waukesha.
Die Bezeichnung Drumlin bezieht sich auf längliche Hügel von tropfenförmigem Grundriss, deren Längsachse in der Eisbewegungsrichtung eines eiszeitlichen Gletschers liegt.